# Pseudapriona flavoantennata
Pseudapriona flavoantennata là một loài bọ cánh cứng trong họ Cerambycidae.